# Zamarada arguta
Zamarada arguta là một loài bướm đêm trong họ Geometridae.